# Михара
Михара (јап. 三原市) град је у Јапану у префектури Хирошима. Према попису становништва из 2005. у граду је живело 104.196 становника.

## Становништво
Према подацима са пописа, у граду је 2005. године живело 104.196 становника.
| 1995.   | 2000.   | 2005.   |
| ------- | ------- | ------- |
| 108.617 | 106.229 | 104.196 |